# Bellevaux (Haute-Saône)
Pour les articles homonymes, voir Bellevaux.
Pour un article plus général, voir Cirey.
Pour un article plus général, voir Abbaye Notre-Dame de Bellevaux.

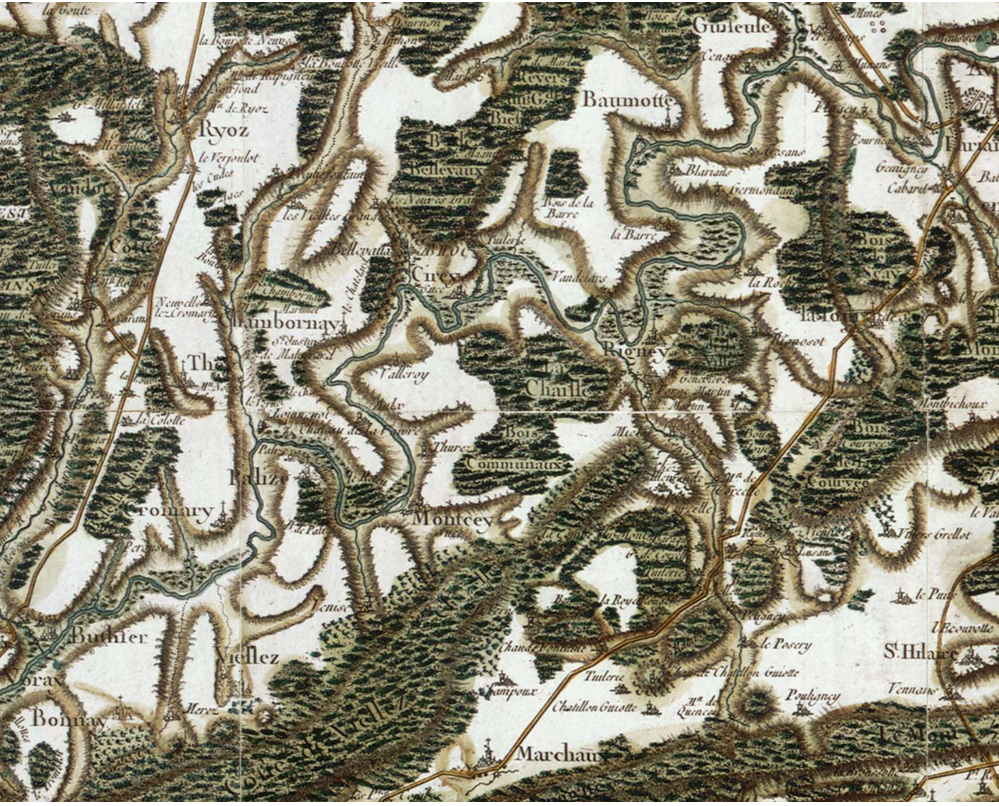
Bellevaux sur la carte de Cassini

Bellevaux est une ancienne commune française de la Haute-Saône, devenue hameau de la commune de Cirey.

## Toponymie
Le toponyme Bellevaux trouve son origine dans la qualification du paysage, à savoir une « Belle vallée, beau vallon », du latin bella, signifiant « belle », et vaux qui désigne un vallon, qui est à l'origine un mot féminin.

## Histoire de Bellevaux
L'actuel hameau de Bellevaux porte le nom de l'ancienne abbaye cistercienne de Bellevaux qui fut fondée en 1119 dans le petit vallon qui s'ouvre vers la vallée de l'Ognon. Jusqu'autour de 1970 le 'hameau' n'était formé que par les bâtiments de l'ancienne abbaye et de ses dépendances ainsi que la ferme avec grange de l'autre côté de la rue.

## Réunie à Cirey entre 1790-1794

### Le territoire communal
Son territoire situé dans la Haute-Saône est réuni à la commune de Cirey entre 1790 et 1794 pour former aujourd’hui un hameau (lieu-dit) principalement constitué d’un corps de bâtiment, appelé "le château", subsistant de l'ancienne abbaye de Bellevaux, d’une ancienne ferme qui appartenait à l’abbaye, et de quelques autres bâtiments construits au XXe siècle.

### Administration
En 1793, elles forme avec Neuves-Granges une nouvelle municipalité. Son histoire s’intègre ensuite à celle de Cirey.